# Richard Bong
Richard Ira Bong (Superior, 24 settembre 1920 – North Hollywood, 6 agosto 1945) è stato un militare e aviatore statunitense che prestò servizio nella United States Army Air Forces come ufficiale aviatore durante la seconda guerra mondiale, asso dell'aviazione da caccia con 40 vittorie al suo attivo, sette probabili e undici aerei danneggiati, in due anni e 500 ore di volo. È stato insignito della Medal of Honor, la più alta onorificenza statunitense.

## Biografia

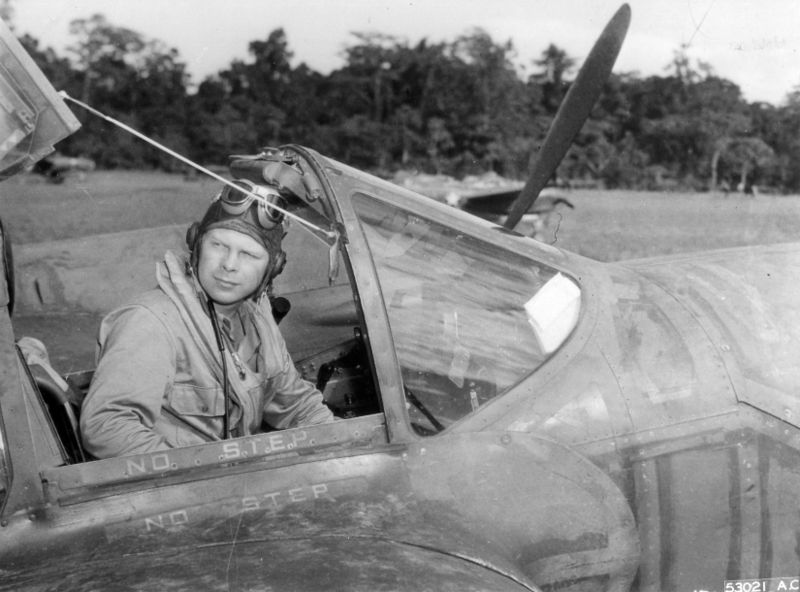
Il capitano Bong seduto al posto di pilotaggio del suo aereo.

Nacque a Superior, nel Wisconsin, nono figlio di una famiglia di immigrati svedesi residente in una fattoria del vicino villaggio rurale di Poplar. Appassionatosi al mondo dell'aviazione nel 1928, studio al Superior State Teachers College, conseguendo il diploma nel 1938.  Iscrittosi alla facoltà di ingegneria dell'Università del Wisconsin, nel contempo iniziò a frequentare una scuola di volo civile dove conseguì il brevetto di pilota d'aeroplano, volando a bordo di un Piper Cub. Nel giugno 1941 si arruolò come cadetto nell'United States Army Air Corps, avendo all'epoca come uno degli istruttori di volo Barry Goldwater (in seguito celebre politico). Volò a bordo degli addestratori Boeing-Stearman Model 75, Vultee BT-13 e North American AT-6, distinguendosi brillantemente come studente di balistica e per le sue qualità di pilotaggio.
Con l'entrata in guerra degli Stati Uniti d'America, avvenuta l'8 dicembre 1941 in seguito all'attacco giapponese su Pearl Harbor del giorno precedente, divenne istruttore di volo svolgendo tale compito per alcuni mesi prima di essere assegnato al 49th Fighter Squadron del 14th Fighter Group di stanza sul campo d'aviazione di Hamilton Field, vicino a San Francisco, California. Volando sui nuovi caccia bimotori Lockheed P-38 Lightning si segnalò per le sue intemperanze di volo, eseguendo looping intorno al Golden Gate Bridge, e volando radente al terreno solo per piacere alle ragazze, ma questi fatti irritarono fortemente il generale George J. Kenney, che era scelto per comandare la 5th Air Force destinata ad operare nel Pacifico occidentale. Quando Kenney raggiunse il suo Quartier generale di Brisbane, in Australia, lo volle assolutamente tra i primi cinquanta migliori piloti destinati a volare sui P-38 in combattimento. Raggiunta l'Australia nel settembre 1942, trovò il suo nuovo reparto, il 9th Fighter Squadron del 49th Fighter Group, ancora equipaggiato con i Curtiss P-40, e allora il generale Kenney lo mandò temporaneamente al 39th Fighter Squadron del 35th Fighter Group di stanza sul campo d'aviazione di Laloki, nelle vicinanze di Port Moresby, Nuova Guinea, dotato dei P-38.

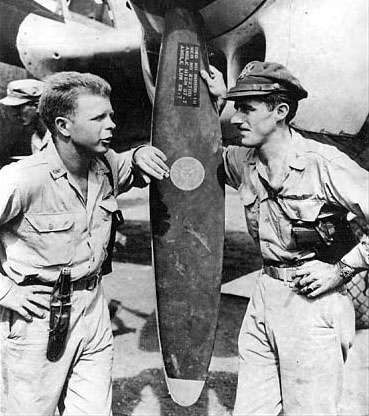
Il maggiore Bong (sinistra) fotografato insieme al maggiore Thomas McGuire.

Conseguì la sua prima vittoria aerea nel corso di una grande battaglia avvenuta sui cieli di Buna  il 27 dicembre 1942, abbattendo un caccia Mitsubishi A6M Zero e un cacciabombardiere Aichi D3A Val. Il 7 gennaio 1943 ottenne una nuova doppietta abbattendo due caccia Nakajima Ki-43 su Lae, seguita da una nuova vittoria il giorno dopo, sempre a spese di un Ki-43 Hayabusa abbattuto sulla baia di Markham, in Nuova Guinea. Divenuto ufficialmente asso dell'aviazione fu mandato in licenza premio in Australia, ritornando in servizio attivo il 3 febbraio 1943, il giorno dopo conseguì una nuova vittoria abbattendo un Ki-43 dell'11° Sentai sul golfo di Huon, nel corso della battaglia del mare di Bismarck. L'11 marzo colse una nuova vittoria a spese di un Ki-43 su Horanda, e il 29 distrusse un Aereo da ricognizione Mitsubishi Ki-46 Dinah dopo un lungo inseguimento sul mare di Bismarck. La nona vittoria gli fruttò la promozione a 1st Lieutenant, e il 1 aprile, durante il corso dell'Operazione I-Go lanciata dall'ammiraglio Isoroku Yamamoto per bloccare l'avanzata alleata in Nuova Guinea, conseguì la decima vittoria abbattendo un bombardiere Mitsubishi G4M "Betty" al largo di Capo Frere. Mandato nuovamente in licenza in Australia, al suo rientrò in azione continuò a mietere successi: un Ki-43 "Oscar" il 12 giugno nelle vicinanze di Bena Bena, due Ki-43 e due dei nuovi Ki-61 Hien il 26 luglio sulla valle di Markham, e un Ki-43 il 28 luglio che gli valse la promozione a capitano e una nuova licenza.
Rientrò al suo reparto nel mese di settembre, e dopo aver distrutto il suo P-38H, rimasto gravemente danneggiato durante un furioso combattimento con una formazione di bombardieri Mitsubishi Ki-21, in un atterraggio di emergenza sul campo d'aviazione di Marilinan avvenuto il 6 dello stesso mese, il 2 ottobre distrusse un ricognitore Ki-46 sul cielo di Capo Hoskins, in Nuova Britannia. Nominato caposquadriglia, il 29 successivo distrusse due A6M Zero su Rabaul, seguiti da altri 2 il giorno 5, sempre sulla baia di Rabaul. Inviato in licenza premio negli Stati Uniti, dove tenne discorsi, partecipò a parate e cerimonie per la consegnadi trofei, rientrò nel teatro operativo del Pacifico nel febbraio 1944, assegnato al Quartier generale del 5th Fighter Command. Tale incarico gli consentiva di decidere di volta in volta a quale missioni partecipare, e iniziò a volare sulla nuova versione del P-38, la J. Su questo velivolo, battezzato "Margie" in onore della sua fidanzata Marjorie Vattendahl, conseguì la prima vittoria il 15 febbraio 1944 a spese di un Ki-61 "Tony". Due settimane dopo conseguì un'altra vittoria distruggendo un aereo da trasporto in fase di rullaggio, ma non la richiese. Il 3 marzo, durante una missione sulla base aerea di Tandji, Nuova Guinea, distrusse due bombardieri Ki-21, ma il 5 marzo il suo grande amico Thomas J. Lynch, che aveva appena conseguito la sua ventesima vittoria, perì dopo una missione di mitragliamento contro imbarcazioni giapponesi sulla baia di Atape. Mandato in licenza, rientrò in combattimento il 3 aprile, conseguendo subito una nuova vittoria contro un Ki43 del 33° Sentai, nelle vicinanze di Hollandia, cui seguì una tripletta a spese di altrettanti Ki-43 il 12 aprile. Sorpassato il record di vittorie ottenuto da Edward Rickenbacker durante la prima guerra mondiale, fu promosso maggiore e nel mese di maggio rimandato negli USA per frequentare corsi avanzati sulle tecniche e le tecnologie di tiro, da insegnare ai piloti del reparto al ritorno in Nuova Guinea, avvenuto nel mese di settembre. Con la costituzione della Far East Air Forces (FEAF), sempre al comando del generale Kenney, divenne istruttore di tiro autorizzato a seguire i piloti in missione per valutare il grado di addestramento alle nuove tecniche, potendo solo difendersi se attaccato, ma non impegnare autonomamente combattimento. Durante una di queste missioni, avvenuta il 10 ottobre, abbatte dapprima un bimotore Nakajima J1N1 Gekko su Balikpapan, e subito dopo un Ki-43. Raggiunse le trenta vittorie,  ma il generale Kenney quando fu informato che era andato in combattimento andò su tutte le furie, e gli proibì espressamente di partecipare ad altre missioni.

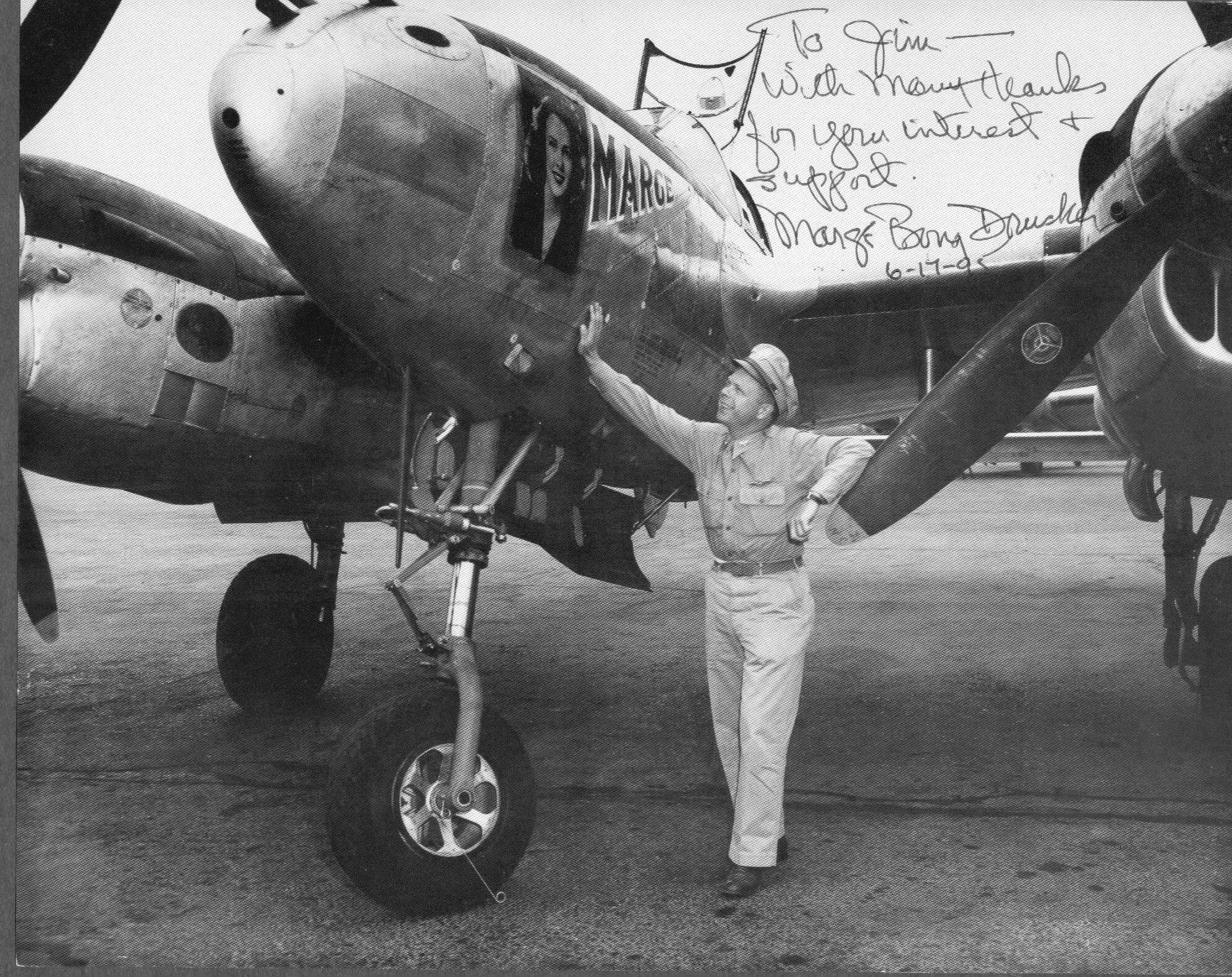
Il maggiore Bong fotografato davanti al suo P-38 che reca l'immagine della sua fidanzata "Margie".

Quando le truppe americane sbarcarono sull'isola di Leyte, nelle Filippine, il 20 ottobre, due giorni dopo seguì il suo vecchio reparto, il 9th Fighter Squadron sul campo d'aviazione di Tacloban, dove trovò ad attenderlo il generale Kenney cui chiese di poter prendere parte ad un pattugliamento da effettuarsi, al fine di familiarizzarsi sui luoghi. Quel pomeriggio abbatté un Ki-43, cui seguirono altri due Ki-43 il giorno dopo, un Ki-43 del 204° Sentai il 1 novembre, due A6M5 il giorno 11, e un Ki-21 e un Ki-44 Shoki il 7 dicembre. Su raccomandazione del generale Kenney fu insignito della Medaglia d'Onore del Congresso consegnatagli personalmente  dal generale Douglas MacArthur con una apposita cerimonia tenutasi a Taclaban il 12 dicembre. Il 15 dicembre abbatté un Ki-43 sopra l'isola di Panubolon, cui segui un altro Ki-43 sopra San Jose, Mindoro. Questo fu il suo ultimo abbattimento, in quanto venne subito rimandato negli USA dove arrivò il 24 dicembre per partire subito in un tour propagandistico.
Sposò la sua fidanzata Marge Vattendahl il 10 febbraio 1945, e alla fine della licenza matrimoniale riprese servizio presso la Flight Test Section della base aerea Wright Patterson, Ohio, dove iniziò a collaudare il nuovo caccia a reazione Lockheed P-80 Shooting Star. Trasferitosi presso lo stabilimento Lockheed di Burbank, California, effettuò dodici voli, per un totale di quattro ore, quando il 6 agosto decollò con un P-80 (serial 44-85048), e mentre saliva ad una quota di 90-100 metri alcuni testimoni videro sbuffi di fumo fuoriuscire dalla coda. Subito dopo il velivolo piegò a destra, il tettuccio saltò via e l'aereo precipitò al suolo. Il suo corpo fu ritrovato a circa 30 metri dai rottami, parzialmente avvolto dal paracadute. La commissione tecnica stabilì che l'incidente era da attribuirsi a un guasto della pompa del carburante, e al fatto che il pilota non fu in grado di azionare l'interruttore per passare ad utilizzare quella ausiliaria. Il suo corpo fu tumulato nel cimitero di Poplar.
Il suo nome è stato onorato dallo stato del Wisconsin in molti modi, gli è stata dedicata un'aula della High School di Poplar, mentre sull'aeroporto di Superior, a lui intitolato, ha trovato sede il "Bong Veterans Historical Center" che espone un caccia P-38L completamente restaurato con i colori del velivolo da lui utilizzato nel 1944, con il ritratto della sua "Marge" applicato alla fusoliera.

### Annotazioni
1. ↑  La passione per il volo nacque in lui in occasione della visita a Superior del Presidente degli Stati Uniti d'America John Calvin Coolidge Jr., il quale trascorse le vacanze estive nella cittadina.
2. ↑  In base a un programma di addestramento dei piloti civili denominato Civilian Pilot Training Program.
3. ↑  Uno degli istruttori affermò che Bong era il pilota con il maggior "talento naturale" che avesse mai visto.
4. ↑  Qui conobbe il comandante del reparto, capitano Thomas J. Lynch, che aveva conseguito tre vittorie aeree su Bell P-39 Airacobra nel mese precedente, che divenne suo amico e mentore.
5. ↑  Conosciuta durante la licenza negli Stati Uniti, fece applicare la fotografia della fidanzata alla fusoliera del suo P-38J.
6. ↑  La Far East Air Forces era stata costituita inglobando la 5th, la 7th e la 13th Air Force.
7. ↑  Vi è conservata la sua uniforme, tutte le decorazioni, fotografie, ritagli di giornali e un frammento del suo P-80.

### Fonti
1. 1 2 3 4 5 6 7 8 9 10 11 12 13  Galbiati 2018, p. 4.
2. 1 2 3 4 5 6 7 8 9 10  Galbiati 2018, p. 13.
3. ↑  Yenne 2009, pp. 22-25.
4. ↑  Yenne 2009, p. 68.
5. ↑  Kenney 1949, pp. 4-6.
6. ↑  Fredriksen 2011, p. 139.
7. 1 2 3 4  Galbiati 2018, p. 5.
8. 1 2 3 4 5 6 7  Galbiati 2018, p. 6.
9. 1 2 3 4 5  Galbiati 2018, p. 7.
10. 1 2  Galbiati 2018, p. 8.
11. 1 2 3 4 5 6 7 8 9  Galbiati 2018, p. 9.
12. 1 2 3 4 5  Galbiati 2018, p. 10.
13. 1 2 3 4 5 6  Galbiati 2018, p. 11.
14. 1 2 3 4 5 6 7 8 9  Galbiati 2018, p. 12.
15. 1 2 3  Millot 1975, p. 15.
16. ↑  Galbiati 2018, p. 14.
17. 1 2 3 4 5  Galbiati 2018, p. 15.

### Periodici
- Fabio Galbiati, Richard "Dick" Bong, in Storia Militare, n. 296, Parma, Edizioni Storia Militare, maggio 2018,  pp. 4-15.
- (FR) Bernard Millot, Deux as ! Bong et McGuire, les champions du Lightning, in L’album du fanatique de l’aviation, n. 64, Clichy, Éditions Larivière, marzo 1975,  pp. 12-15.